# Карделли, Сальваторе
Сальвато́ре Карде́лли (итал. Salvatore Cardelli; также Корделли, ошибочно — Соломон Карделли; 16 апреля 1773, Рим — 12 декабря 1840, Рим) — итальянский гравёр, многие годы работавший в России.

## Биография
Сальваторе Карделли, по национальности итальянец, уроженец Рима, в 1796 году прибыл в Санкт-Петербург. В 1797 году выполнил очень схожий с оригиналом гравированный портрет императора Павла І. В 1813 (по другим данным, в 1814) году удостоен звания гравёра Его Величества (придворного гравёра) с постоянным жалованием 1 200 рублей в год. Имел статус «назначенного в академики» Императорской академии художеств.
Наиболее известны гравюры Карделли, связанные с событиями Отечественной войны 1812 года. В частности, Карделли выполнил двенадцать гравированных изображений важнейших побед русских войск над французскими, которые были изданы им в 1813 году альбомом или серией, которая пользовалась широкой популярностью в русском обществе. Шесть из двенадцати однотипных гравюр фактически выполнил помощник Карделли, русский мастер Сергей Фёдоров. Эти гравюры были созданы по рисункам Доменико Скотти и отличаются некоторой наивностью композиций (по выражению одного из исследователей, «с точки зрения техники гравирования листы этой серии не отличаются тщательностью и изяществом исполнения»).
Гораздо большей удачей Карделли-гравёра признают созданную им галерею портретов генералов 1812 года, гравированных с живописных оригиналов других мастеров. Среди них выделяется «Портрет казачьего атамана графа М. И. Платова», который следует датировать 1810-ми годами. Он награвирован с картины А. О. Орловского (1777—1832) — одного из самых ярких и самобытных русских художников первой четверти XIX века. Мастеровитый гравер Карделли смог весьма убедительно передать особенности цветной картины, написанной масляными красками, в чёрно-белой штриховой манере резцовой гравюры. Залогом успешного «перевода» произведения одного вида искусства на специфический язык другого стало высокое качество самого живописного оригинала.

## Галерея

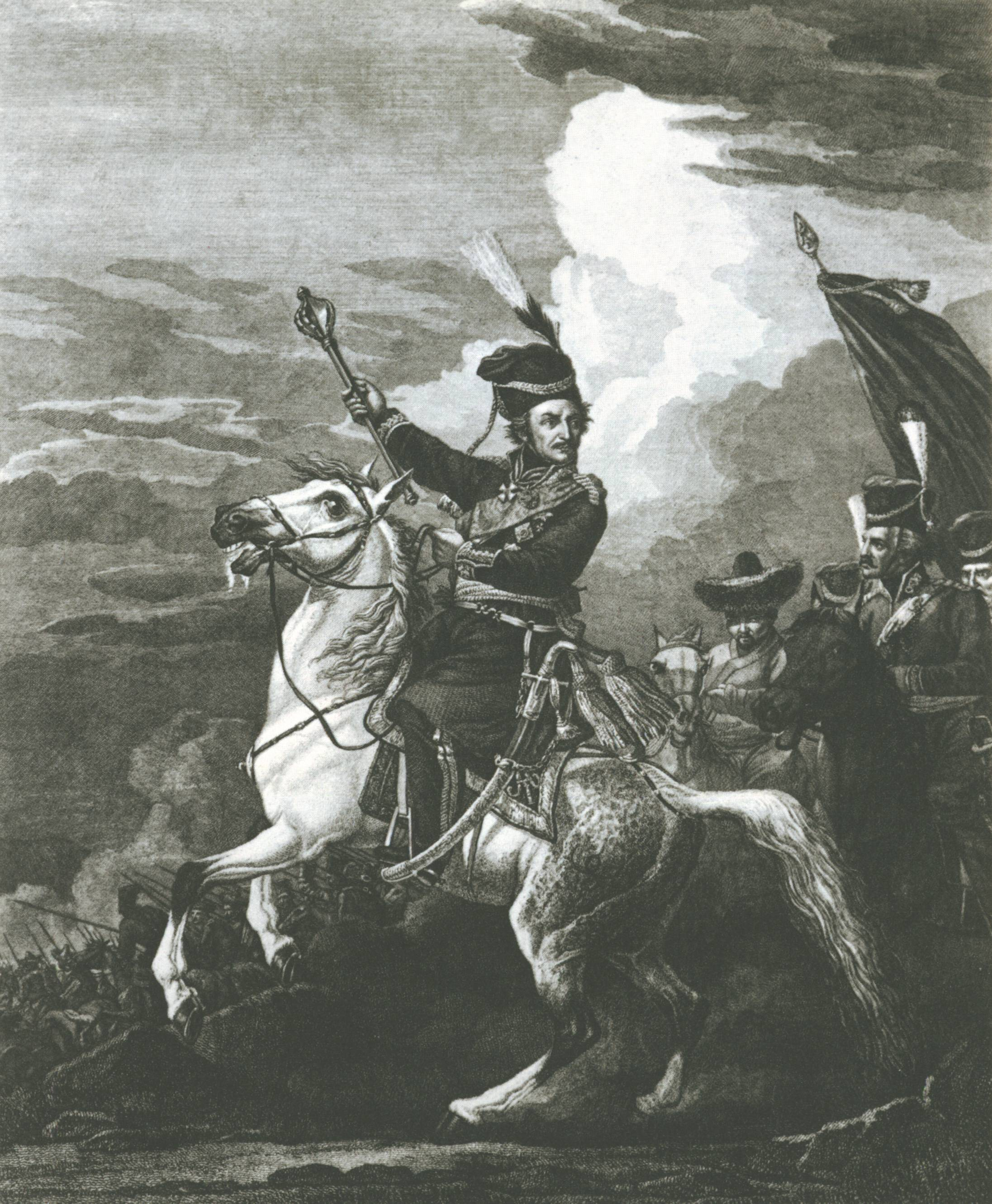
Портрет графа Матвея Ивановича Платова
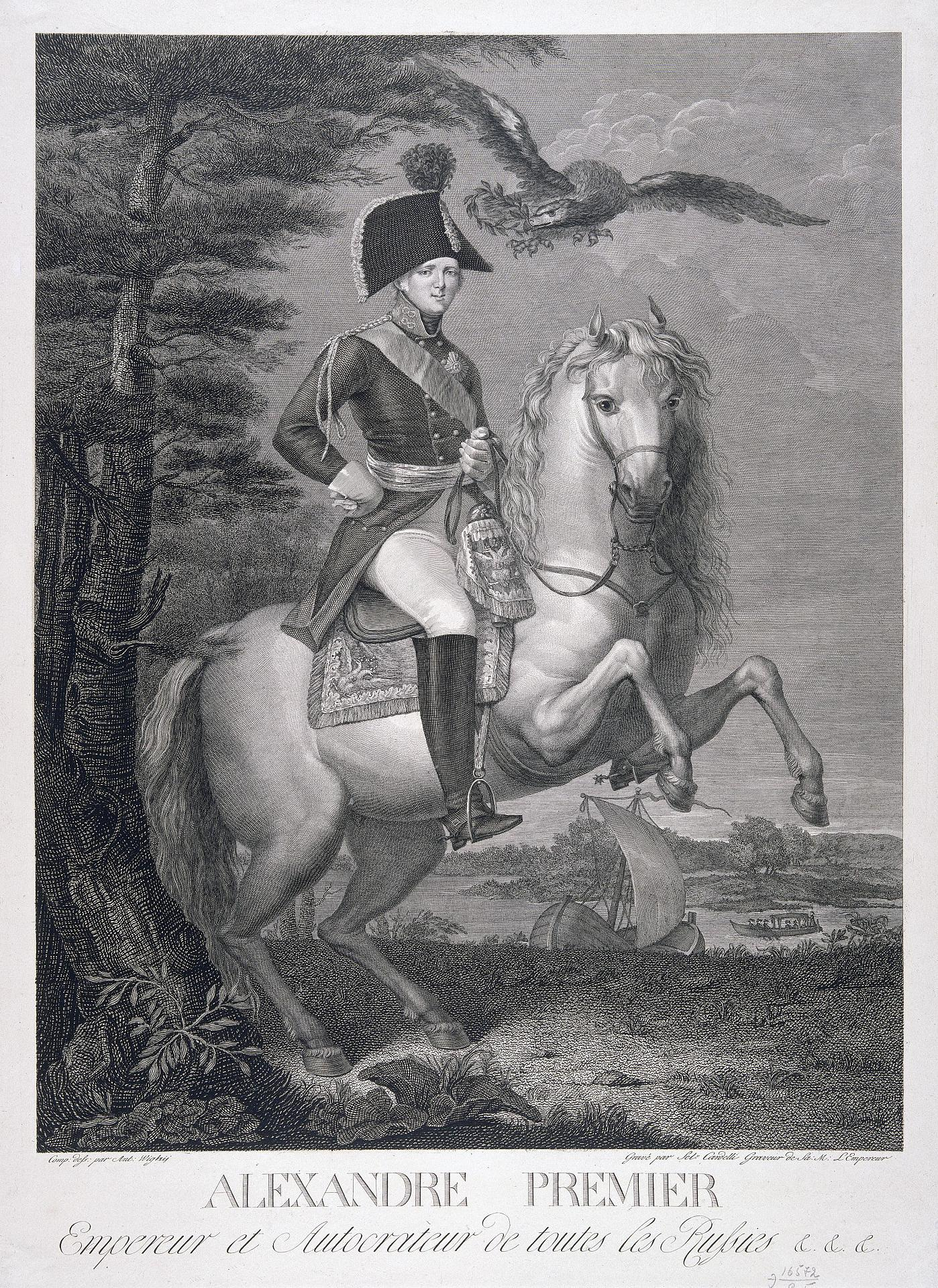
Конный портрет Александра I
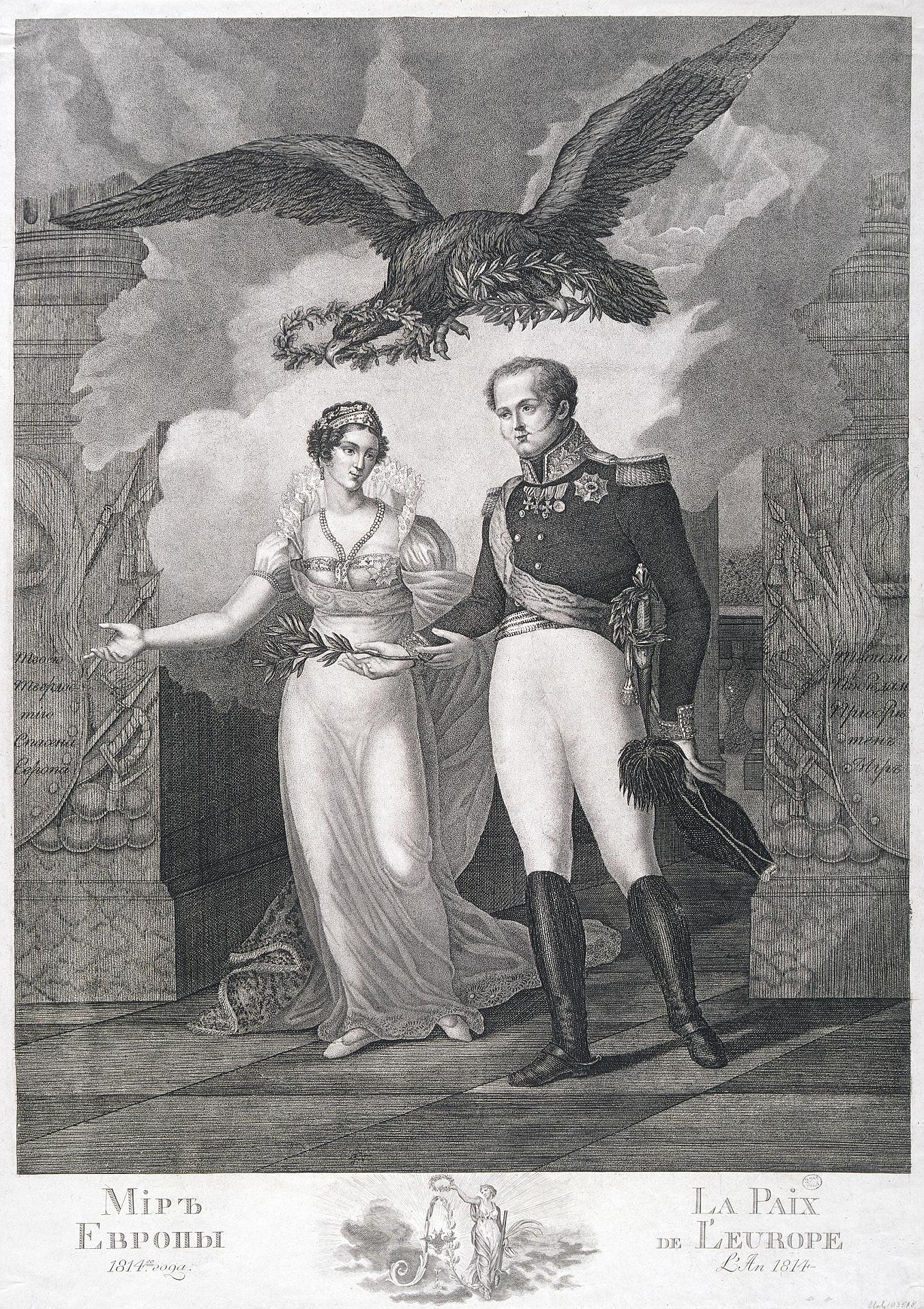
Портрет Александра I с супругой
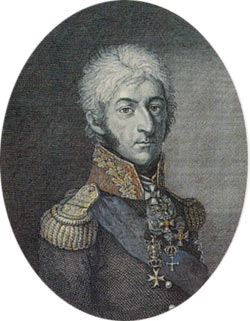
Портрет князя Петра Ивановича Багратиона
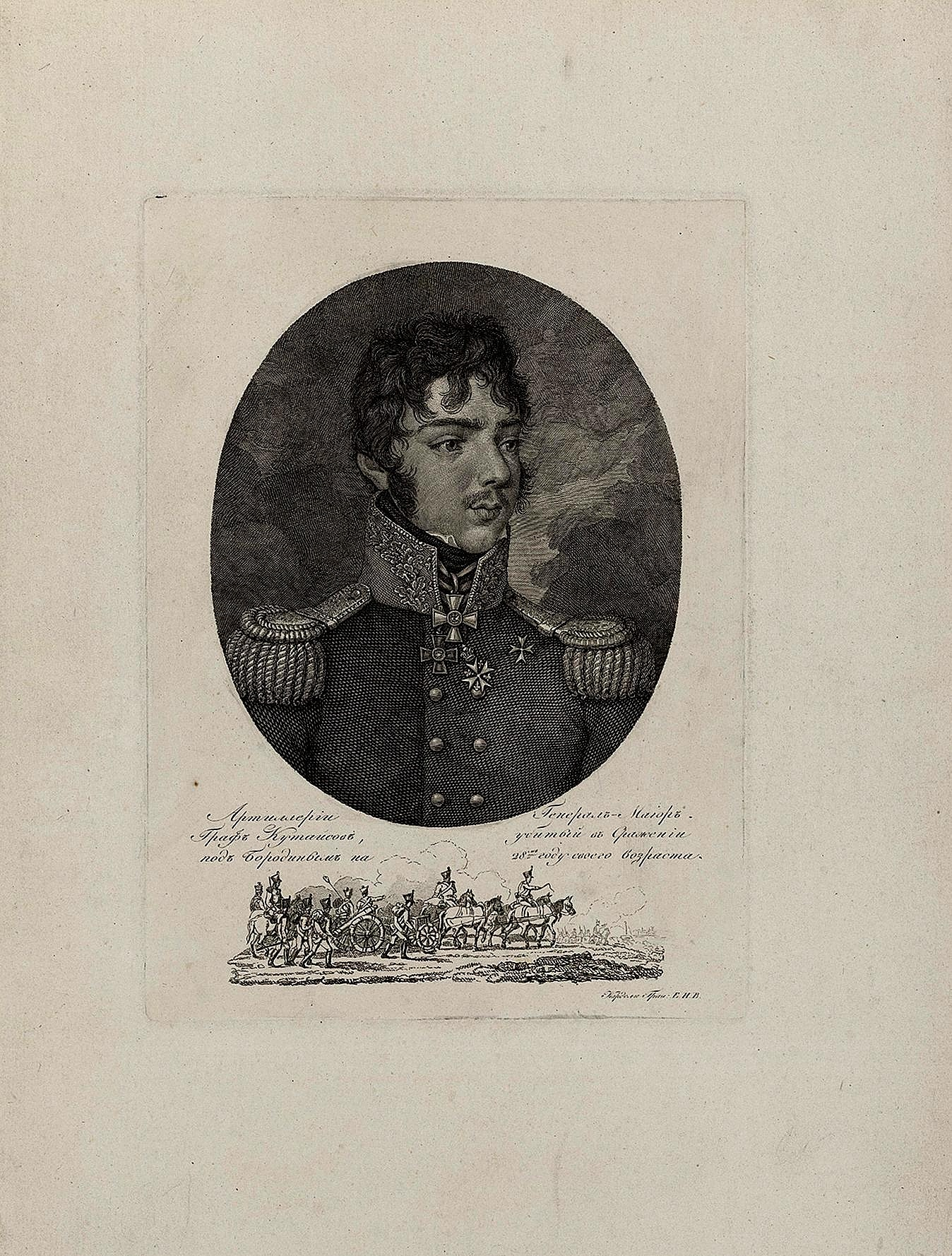
Портрет генерала графа Кутайсова
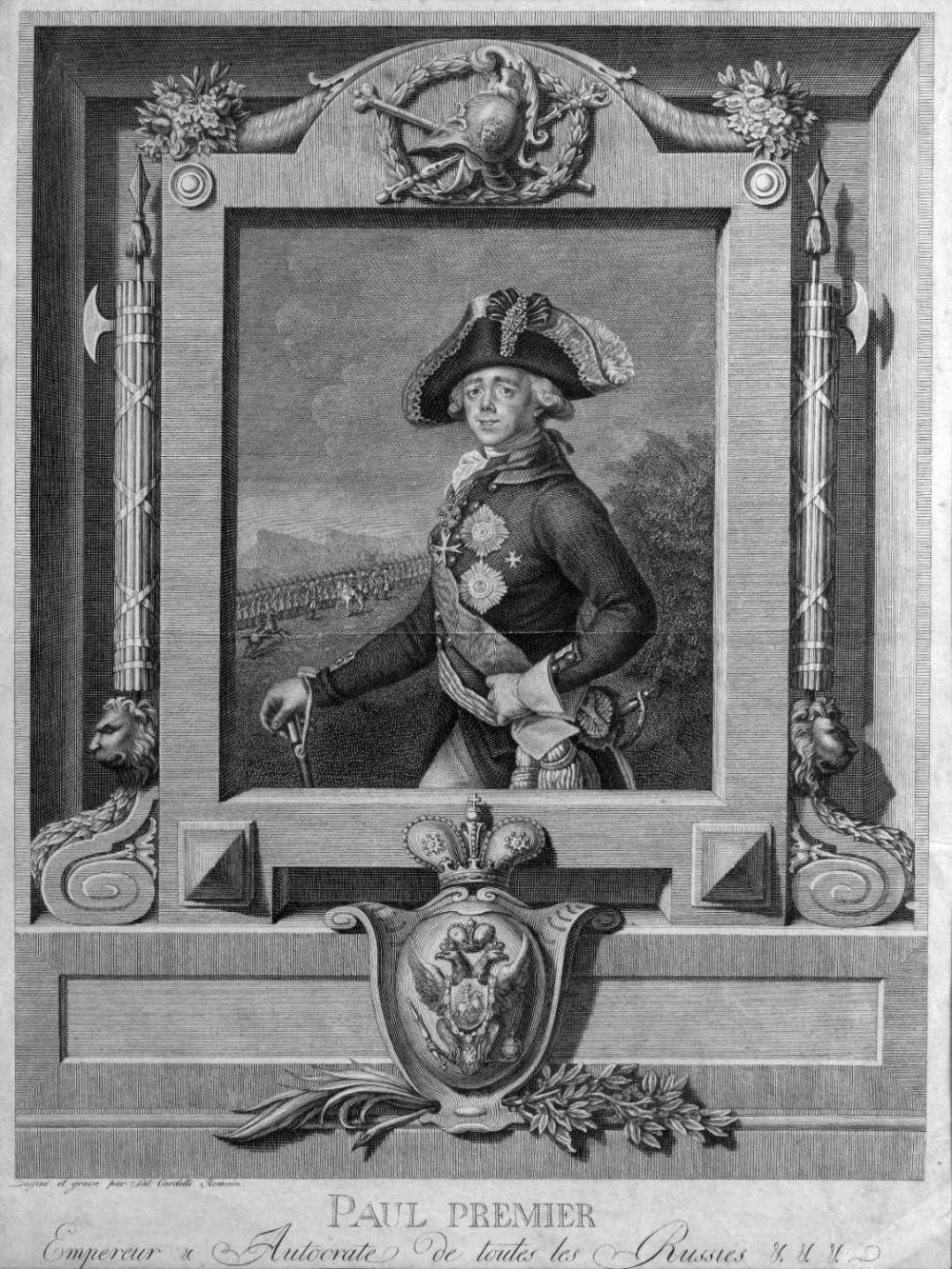
Портрет Павла I
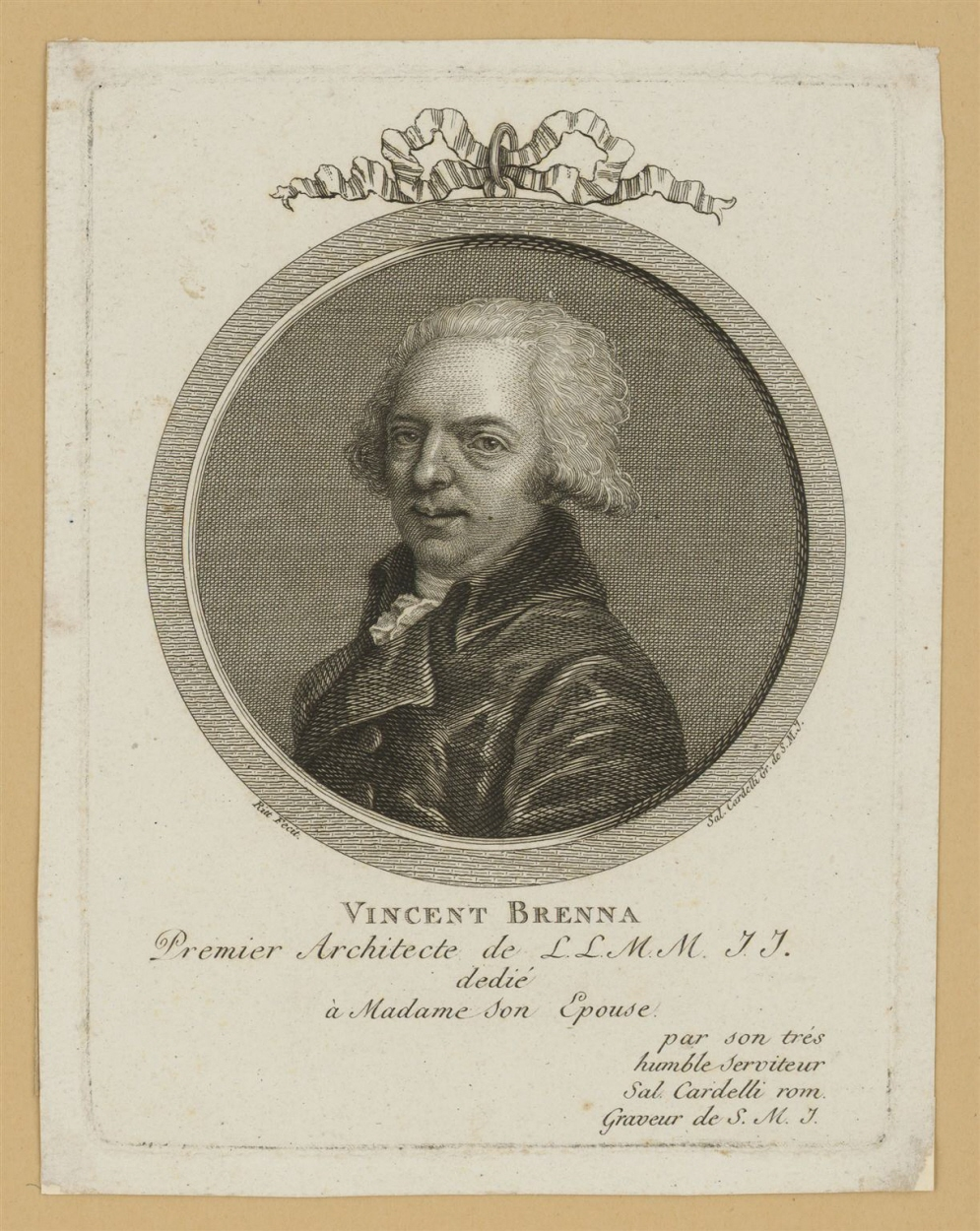
Портрет архитектора Винченцо Бренны

## Комментарии
1. ↑  В ЭСБЕ он ошибочно назван «Соломоном» — вероятно, вследствие неверного раскрытия инициала «S.» или, скорее, сокращения «Sal.». В дальнейшем эта версия широко разошлась, попав, в частности, в Электронную еврейскую энциклопедию (Архивная копия от 3 декабря 2017 на Wayback Machine). Однако никаких источников для подобного варианта обычно не приводится.